# Tułubajewo (Tatarstan)
Tułubajewo (ros. Тулубаево) – wieś (sieło) w Rosji, w Tatarstanie, w rejonie mienzielińskim. W 2010 liczyła 374 mieszkańców.